# Eubelum tachyoryctidis
Eubelum tachyoryctidis är en kräftdjursart som beskrevs av Paulian de Felice 1945. Eubelum tachyoryctidis ingår i släktet Eubelum och familjen Eubelidae. Inga underarter finns listade i Catalogue of Life.